# Santa María de las Hoyas
Santa María de las Hoyas település Spanyolországban, Soria tartományban. Santa María de las Hoyas Casarejos, Herrera de Soria, Nafría de Ucero, Fuentearmegil, Espeja de San Marcelino, Hontoria del Pinar és San Leonardo de Yagüe községekkel határos. Lakosainak száma 113 fő (2024).

## Népesség
A település népessége az elmúlt években az alábbi módon változott:
| Lakosok száma | 196  | 191  | 176  | 166  | 133  | 123  | 106  | 97   | 96   | 113  |
|               | 2001 | 2004 | 2007 | 2009 | 2012 | 2014 | 2017 | 2019 | 2022 | 2024 |